# Giovanna Lucacevska
Giovanna « Giannina » Lucacevska (née Łukaszewska en 1865 à Varsovie) est une chanteuse lyrique polonaise naturalisée italienne, mezzo-soprano.

## Biographie
Giovanna Lucaszewska s'installe en Italie en 1886 pour se perfectionner au Lycée musical de Bologne avec le maestro Giuseppe Busi. Elle débute à l'opéra en 1888. Elle crée le rôle de Suzuki de Madame Butterfly au Teatro Grande de Brescia le 28 mai 1904.